# Мэнли (Новый Южный Уэльс)

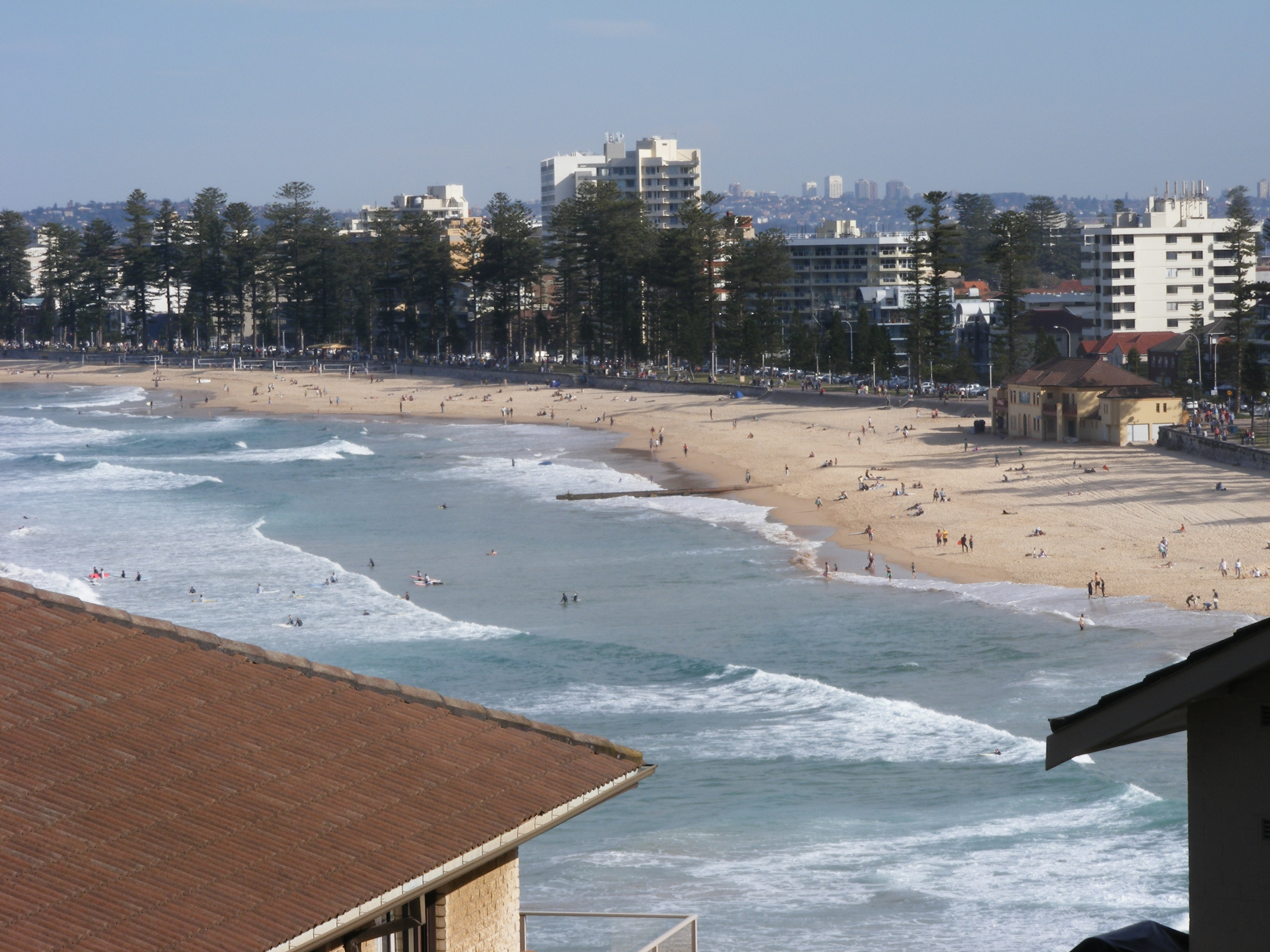
Северный конец Мэнли-Бич, если смотреть из Куинсклиффа

Мэнли (англ. Manly) — прибрежный пригород северного Сиднея, в штате Новый Южный Уэльс, Австралия. Расположен в 17 километрах (11 миль) к северо-востоку от центрального делового района Сиднея и является административным центром района местного самоуправления Совета северных пляжей в зоне Северные пляжи.
Мэнли — побратим города Бат в Англии и неофициально американского Хантингтон-Бич (Калифорния).

## История

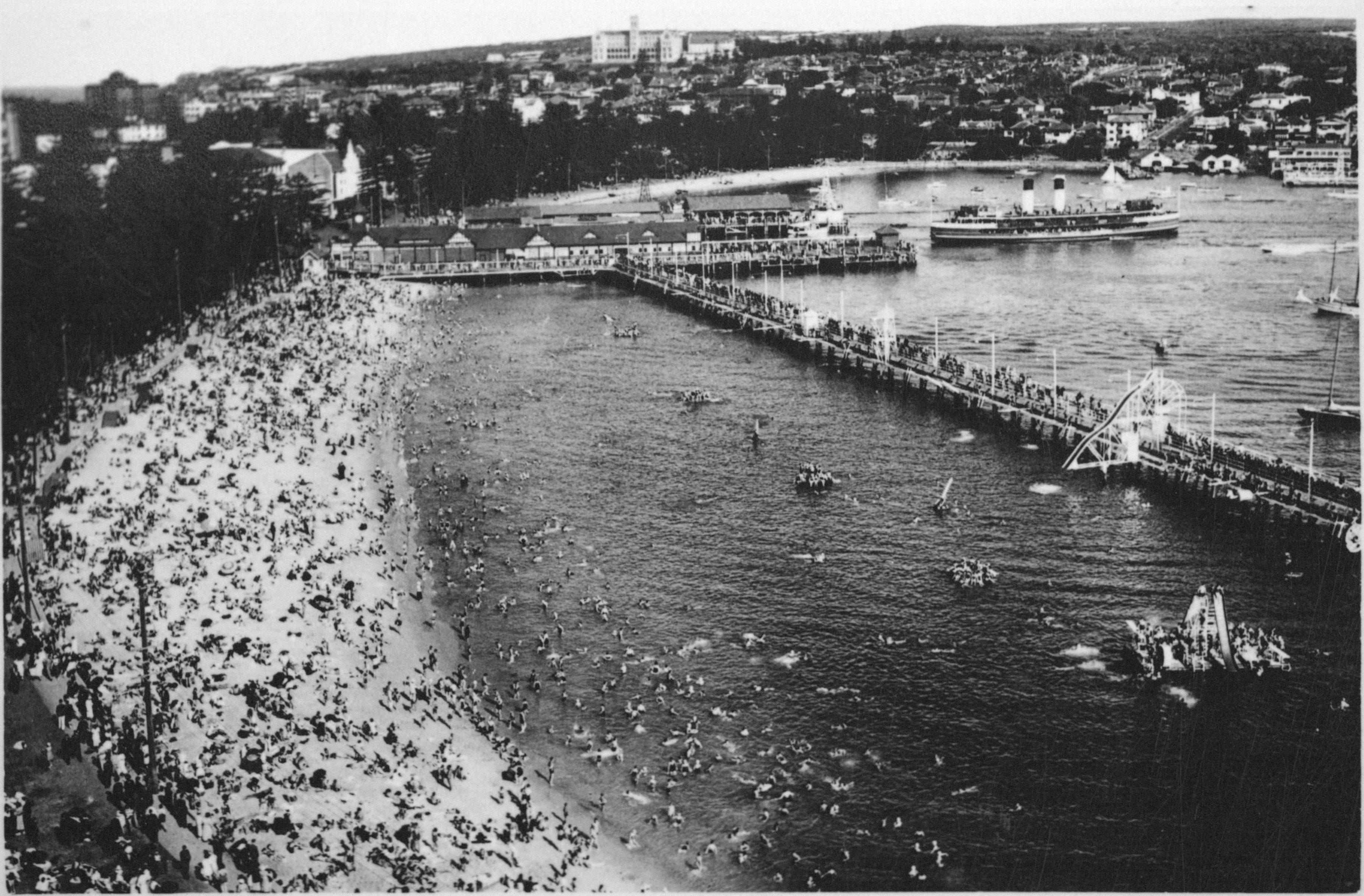
Вид на бухту Мэнли, включая паромный терминал

Название бухты Мужественная (англ. Manly Cove) было дано капитаном Артуром Филиппом под влиянием впечатления, которое произвели на него коренные жители, заявив, что «их уверенность и мужественное поведение заставили меня назвать это место Манли-Коув». Берега бухты населяли люди из рода Кей-эй-май (из народа Куринггай). Проводя высадку за пресной водой в этом районе, Филипп встретил членов клана, и после недоразумения он был ранен в плече одним из аборигенов; прогрессивно мыслящий Филлип приказал своим людям не отвечать.
В 1850-х годах политик Генри Гилберт Смит (англ. Henry Gilbert Smith) начал работы по превращению Мэнли в приморский курорт. В 1853 году Смит приобрел два больших земельных участка, зафрахтовал пароход и ряд других судов для экскурсий в Мэнли, в 1855 году построил причал и, в конце концов, организовал регулярные рейсы в Мэнли.

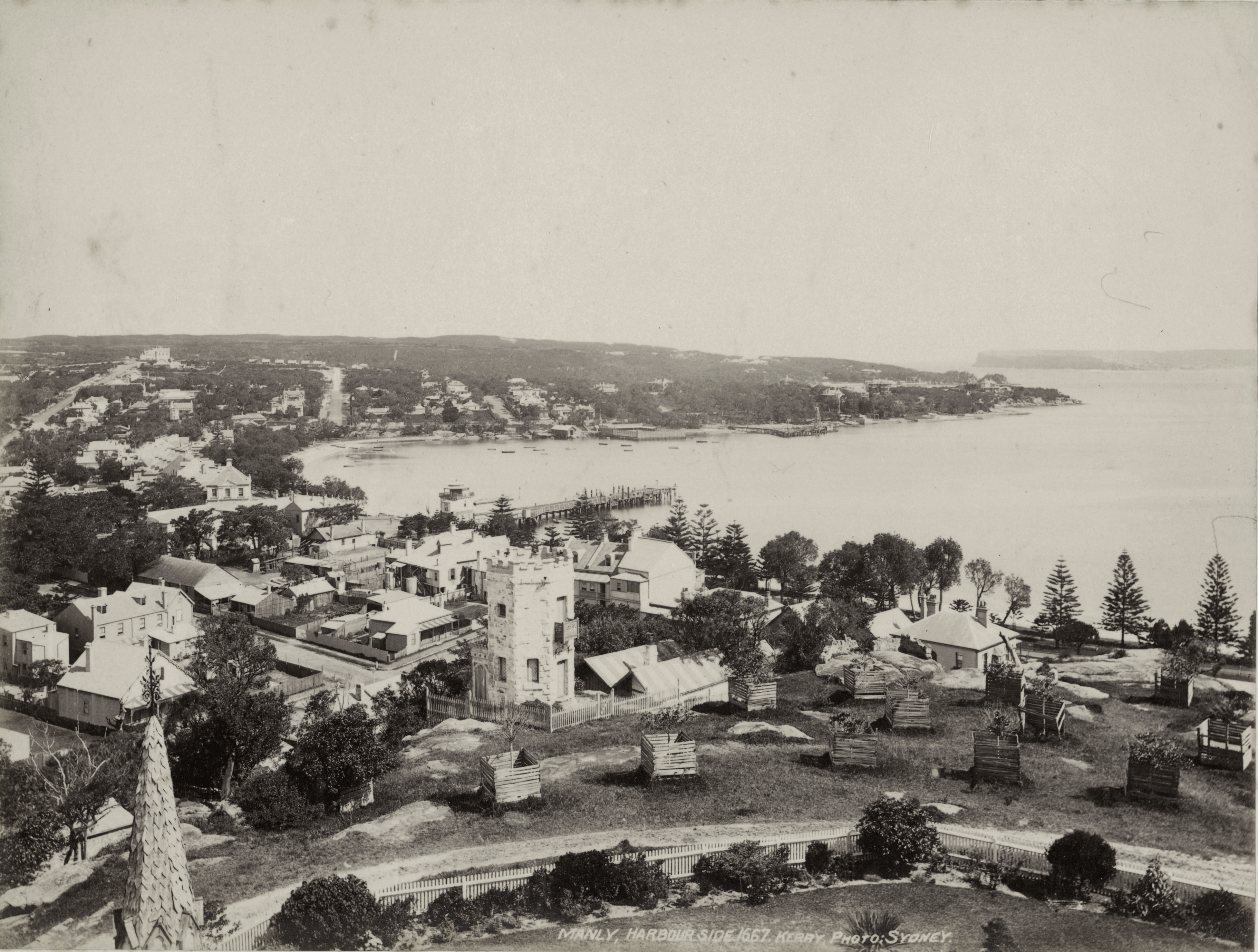
Гавань Мэнли в конце 1880-х годов

К 1873 году Смит продал пристани и свою долю в пароходах операторам паромов и, в конечном итоге, некогда знаменитой компании Port Jackson & Manly Steamship. Именно эта компания придумала слоган о том, что Мэнли «в семи милях от Сиднея и на расстоянии в тысячу миль от заботы», чтобы продвигать свою паромную службу. Компания Port Jackson & Manly Steamship сыграла важную роль в развитии Мэнли. Она построила несколько достопримечательностей, включая большой океанский бассейн и купальный павильон, парк развлечений Manly Fun Pier, построенный на месте бывшего грузового причала. В 1972 году компания была продана Brambles Limited, а в 1974 году выкуплена правительством штата Новый Южный Уэльс, и ныне является частью компании Sydney Ferries (в переводе с англ. — «Сиднейские паромы»).
В марте 1885 года, когда контингент Нового Южного Уэльса из состава Колониальных сил Австралии собирался отправиться на войну в Судан, Уильям Бед Долли, исполнявший обязанности премьер-министра Нового Южного Уэльса, получил письмо, в которое был вложен чек на 25 фунтов стерлингов для Патриотического фонда «с наилучшими пожеланиями от маленького мальчика в Мэнли». Это было первый случай использования австралийских солдат за рубежом, а «маленький мальчик из Мэнли» (англ. Little Boy from Manly) стал символом патриотизма или, среди противников, бессмысленного шовинизма, во многом благодаря популярной карикатуры Ливингстона Хопкинса из The Bulletin
В течение XIX и начала XX века Мэнли был одним из самых популярных приморских курортов Австралии. Мэнли-Бич был первым в Австралии местом, где ввели ограничение на дневное морское купание. В октябре 1902 года известный австралийский журналист Уильям Гочер в рамках кампании против запрета на дневное купание объявил через издаваемую им газету Manly and North Sydney News о своём намерении плавать в полдень в октябре 1902 года, что и сделал. После того, как власти проигнорировали нарушение запрета, Гочер публично раскритиковал их за слабость и снова отправился купаться. На этот раз полиция не осталась в стороне и вывела журналиста из воды, но ему вновь не было предъявлено обвинение в каких-либо преступлениях. В ноябре 1903 года Совет Мэнли узаконил купание на весь день при условии ношения купального костюма закрывающего тело от шеи до колен, что многими было воспринято как победа Гочера. Во время первого на Мэнли-Бич официального купального сезона в 1903 году утонули 17 человек. Через год на пляже был создан клуб для спасения утопающих, Manly Life Saving Club, один из первых в мире клубов, спасающих жизнь на воде.
В 1934 году Джордж Робей, житель Мэнли и участник Первой мировой войны в составе АНЗАК, основал «Лигу единомышленников за развитие авиации» (англ. Air Mindedness Development League), которая позже была переименована в Австралийскую воздушную лигу в Мэнли. 17 января 1935 года в Мэнли была создана постоянно действующая учебная авиаэскадрилья, первая в Лиге. В 1937 году открылся Manly Town Hall, в котором разместилась мэрия.

## Климат
| Показатель                    | Янв.  | Фев.  | Март  | Апр.  | Май   | Июнь  | Июль  | Авг. | Сен. | Окт. | Нояб. | Дек. | Год    |
| ----------------------------- | ----- | ----- | ----- | ----- | ----- | ----- | ----- | ---- | ---- | ---- | ----- | ---- | ------ |
| Средний суточный максимум, °C | 26,6  | 26,5  | 25,4  | 22,9  | 20,3  | 17,9  | 17,4  | 18,7 | 21,1 | 22,9 | 24,6  | 25,6 | 22,5   |
| Средний суточный минимум, °C  | 18,1  | 18,4  | 16,9  | 14,0  | 11,3  | 9,0   | 7,9   | 8,7  | 10,7 | 13,1 | 15,0  | 16,9 | 13,3   |
| Норма осадков, мм             | 101,6 | 105,1 | 117,4 | 132,4 | 132,9 | 125,6 | 101,2 | 84,2 | 69,3 | 81,6 | 83,4  | 85,4 | 1218,9 |
| Источник:                     |       |       |       |       |       |       |       |      |      |      |       |      |        |

## Демография
Согласно переписи 2016 года в Мэнли было 15 866 жителей. 60,1 % жителей родились в Австралии. Наиболее распространёнными странами рождения оставшихся были Англия — 11,7 %, Новая Зеландия — 3,6 %, США — 2,5 %, Бразилия — 1,7 % и Южная Африка — 1,5 %. 74,5 % жителей говорят дома только по-английски. Другие языки, на которых говорят дома, включают французский — 2,3 %, испанский — 2,1 %, португальский — 1,8 %, немецкий — 1,7 % и итальянский — 1,0 %. Наиболее распространёнными ответами на вопрос про религию в Мэнли были «отсутствие религии» — 42,1 %, католицизм — 20,6 % и англиканство — 13,8 %.

## Бизнес

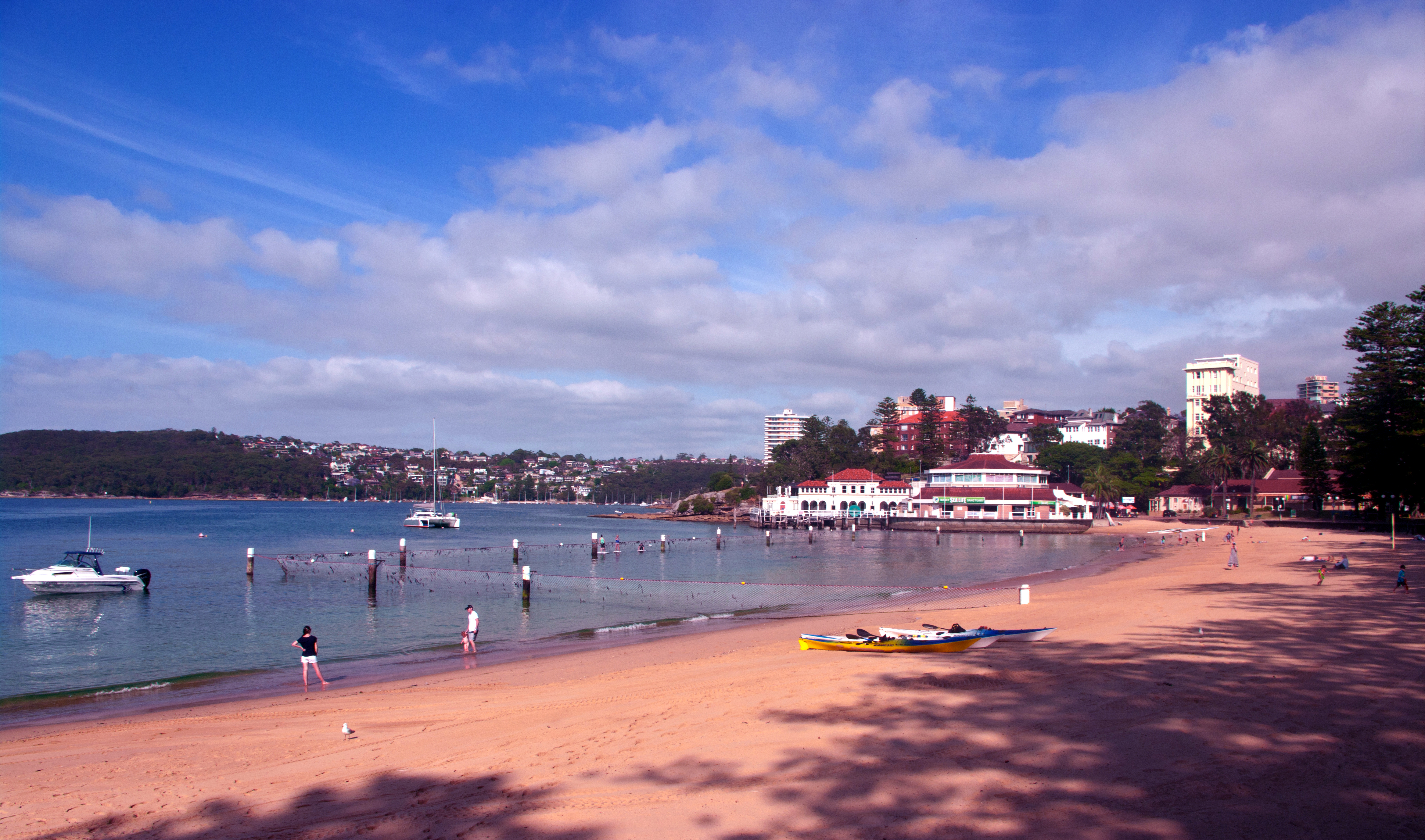
Мэнли-Бич и Seaworld

Деловая жизнь Мэнли сосредоточена вокруг главной улицы Корсо, которая идёт от гавани до пляже Мэнли. Часть Корсо представляет собой торговый центр со множеством кафе и ресторанов на открытом воздухе. Коммерческая зона простирается на окружающие улицы с большим количеством кафе и ресторанов, сосредоточенных вдоль океана и берегов.

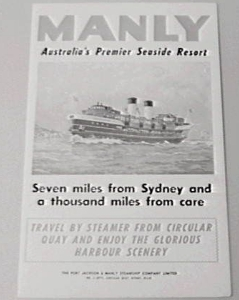
Реклама компании Port Jackson & Manly Steamship (около 1940 года)
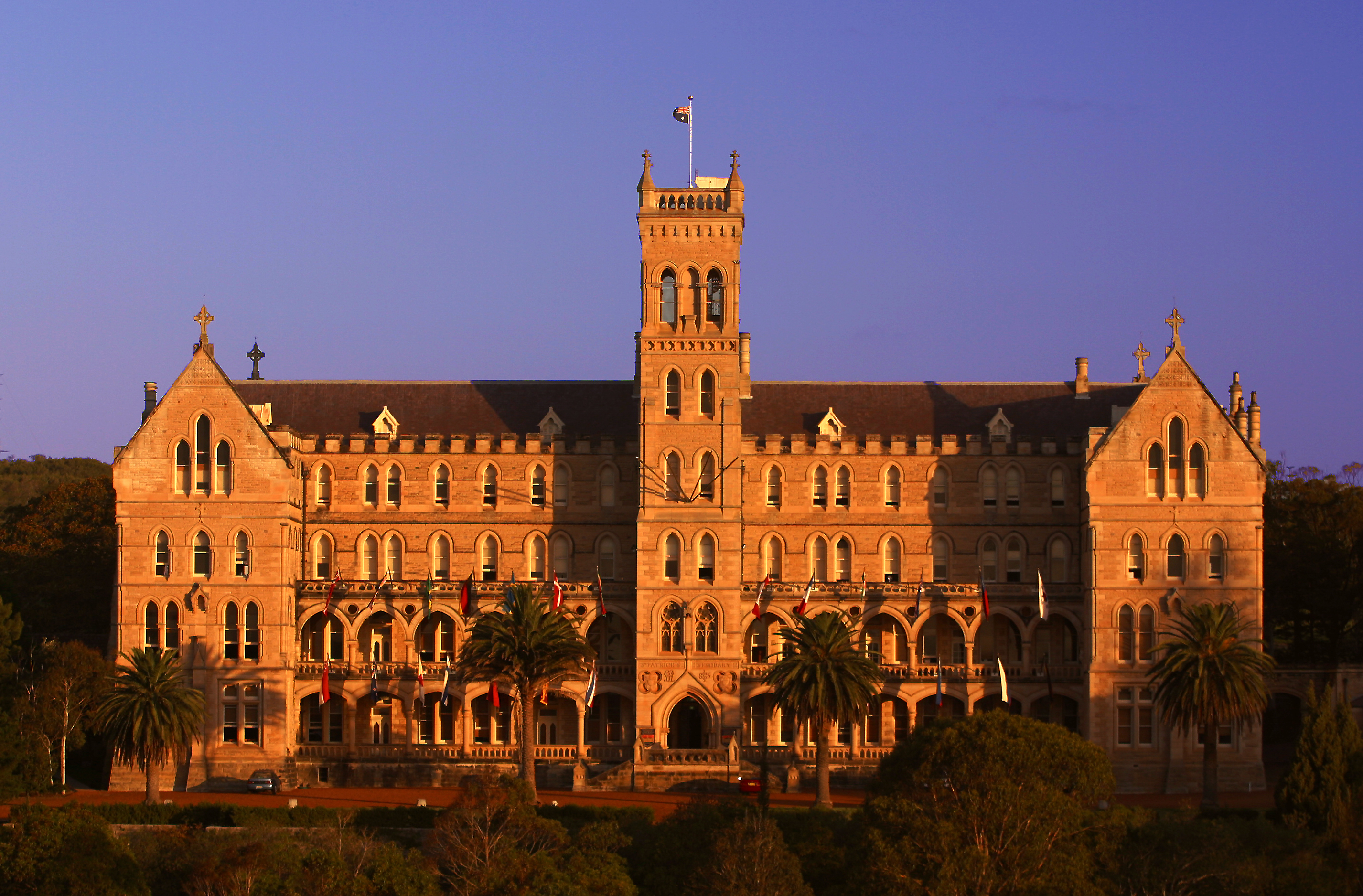
Колледж Св. Патрика, ныне используется для других целей
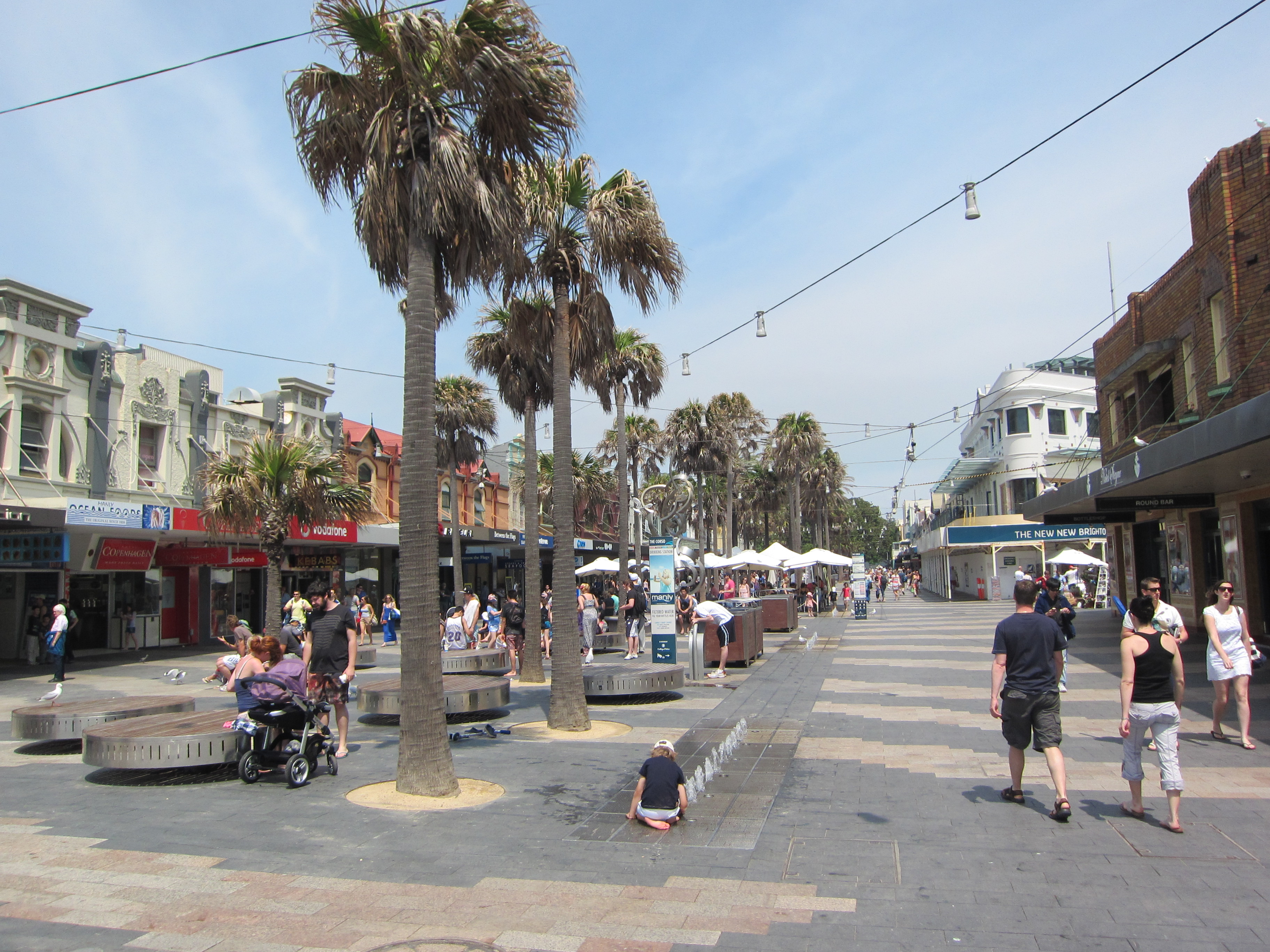
Мэнли Корсо
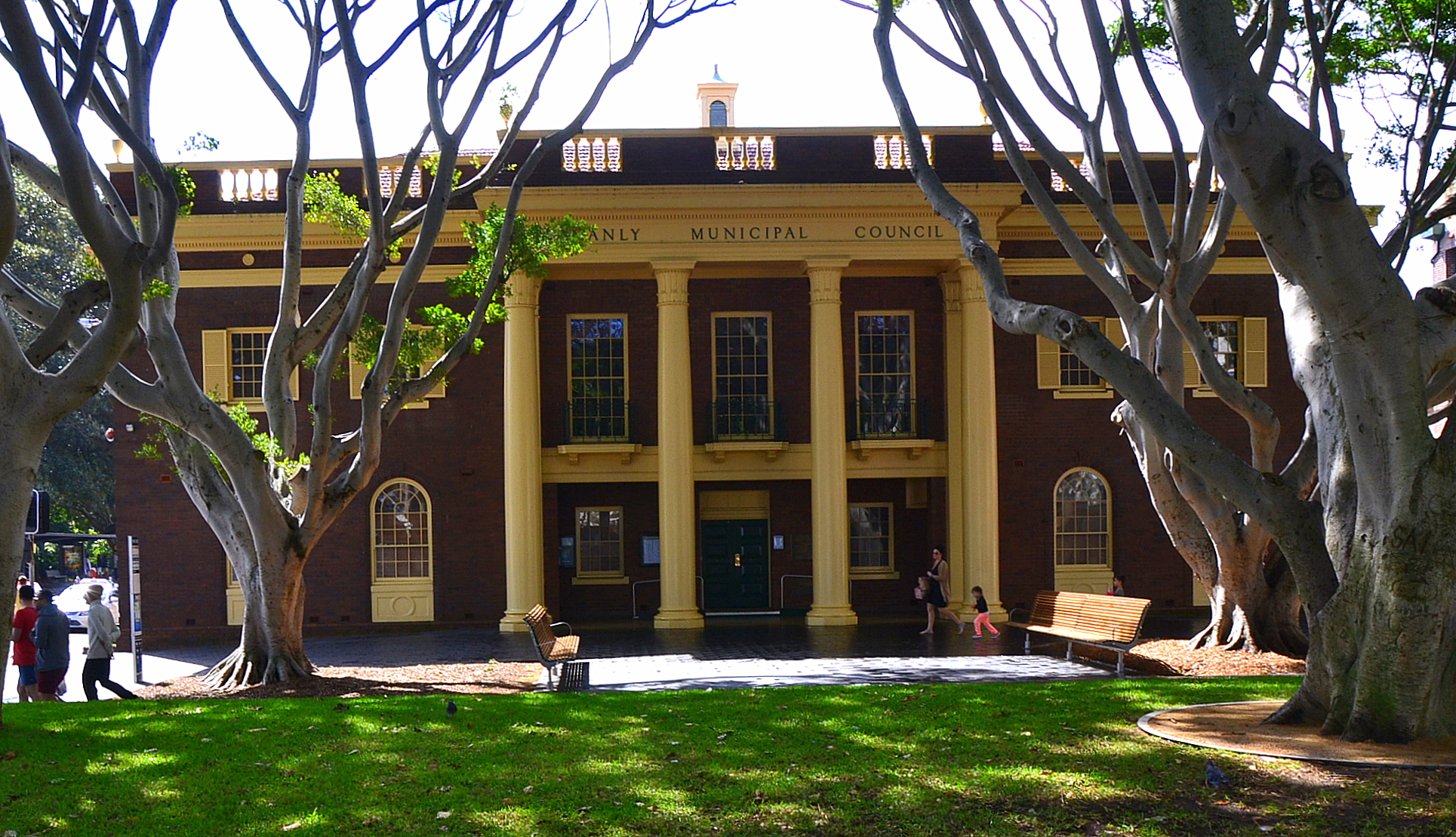
Мэнли Таун-Холл
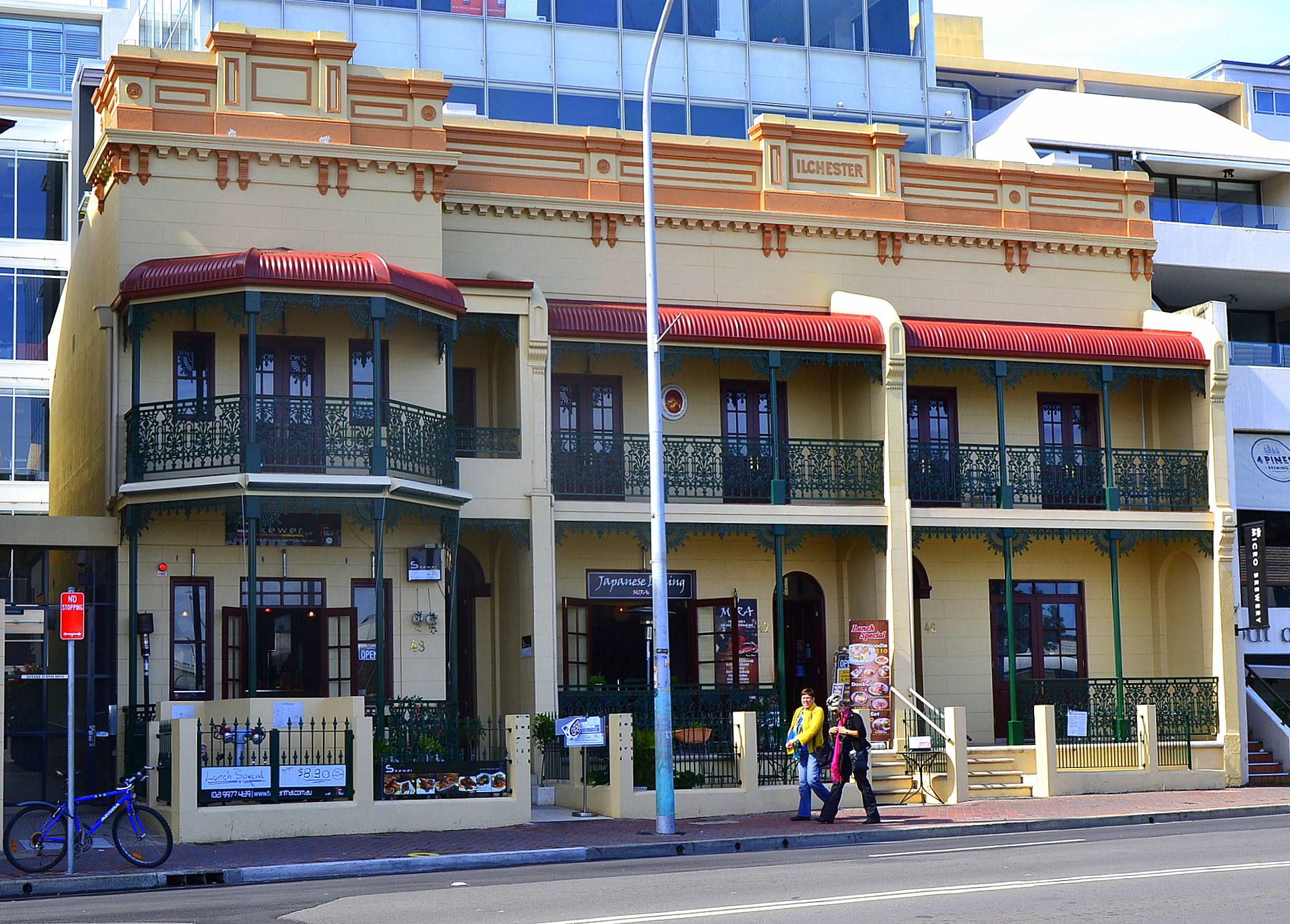
Жилые дома Ilchester на восточной Эспланаде
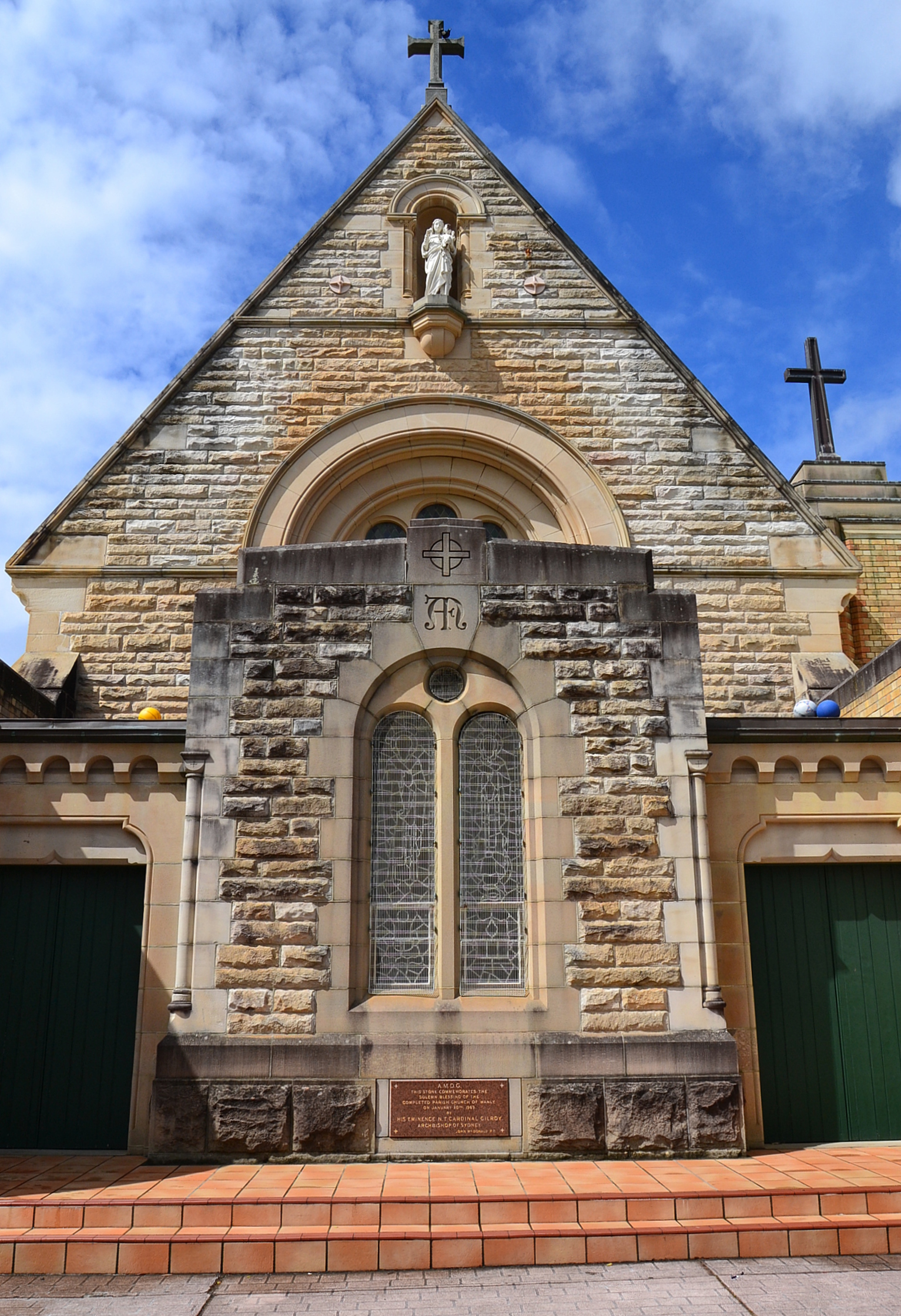
Католическая церковь Святой Марии

Расслабленный образ жизни, пляжи и близость к Сиднею привели к тому, что цены на недвижимость в Мэнли были самыми высокими в Австралии. Прилегающий пригород Сифорт, который также является частью Совета северных пляжей, был признан 25-м самым богатым пригородом в Австралии.

## Транспорт

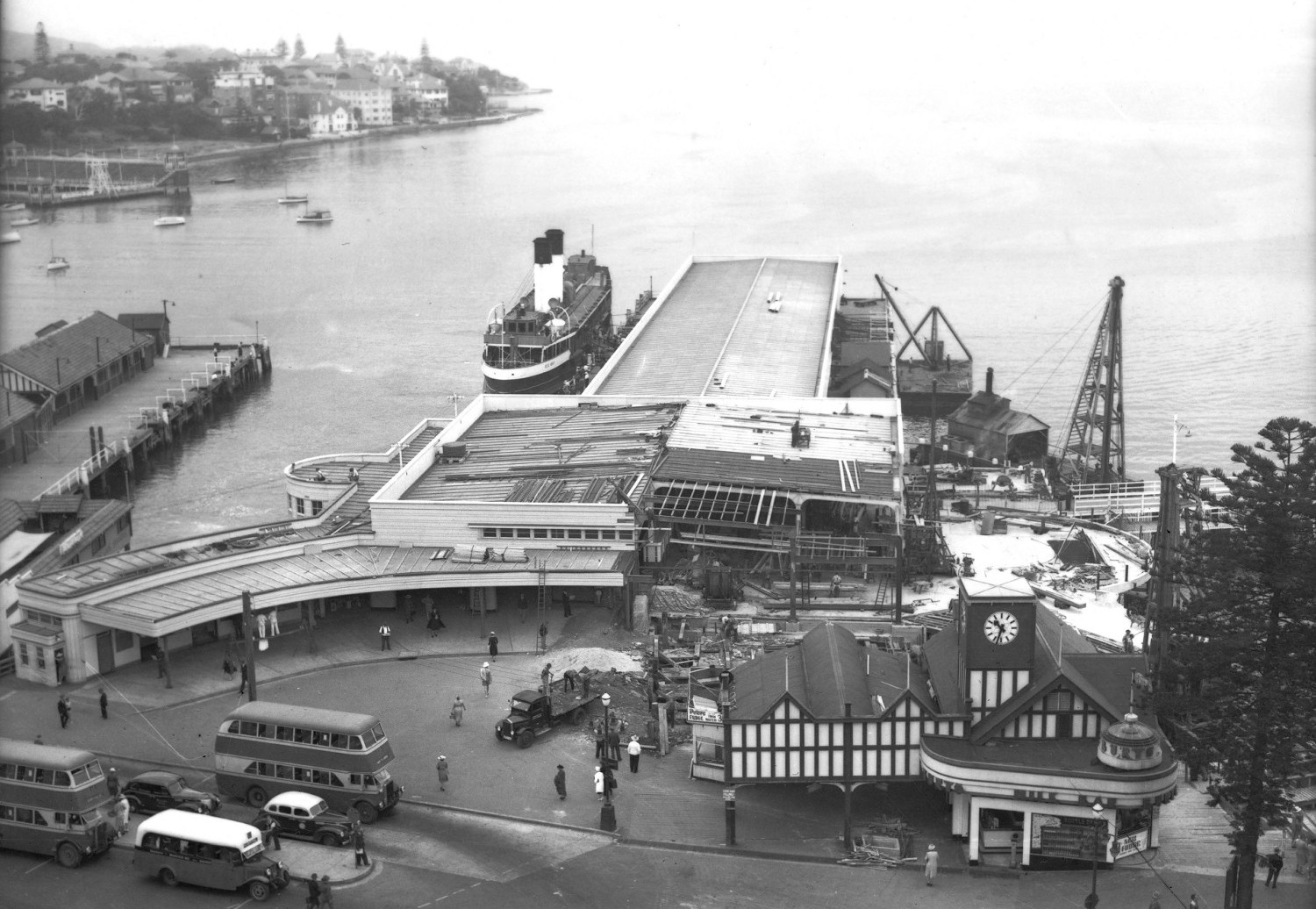
Причал Мэнли в 1941 году с паромом SS Dee

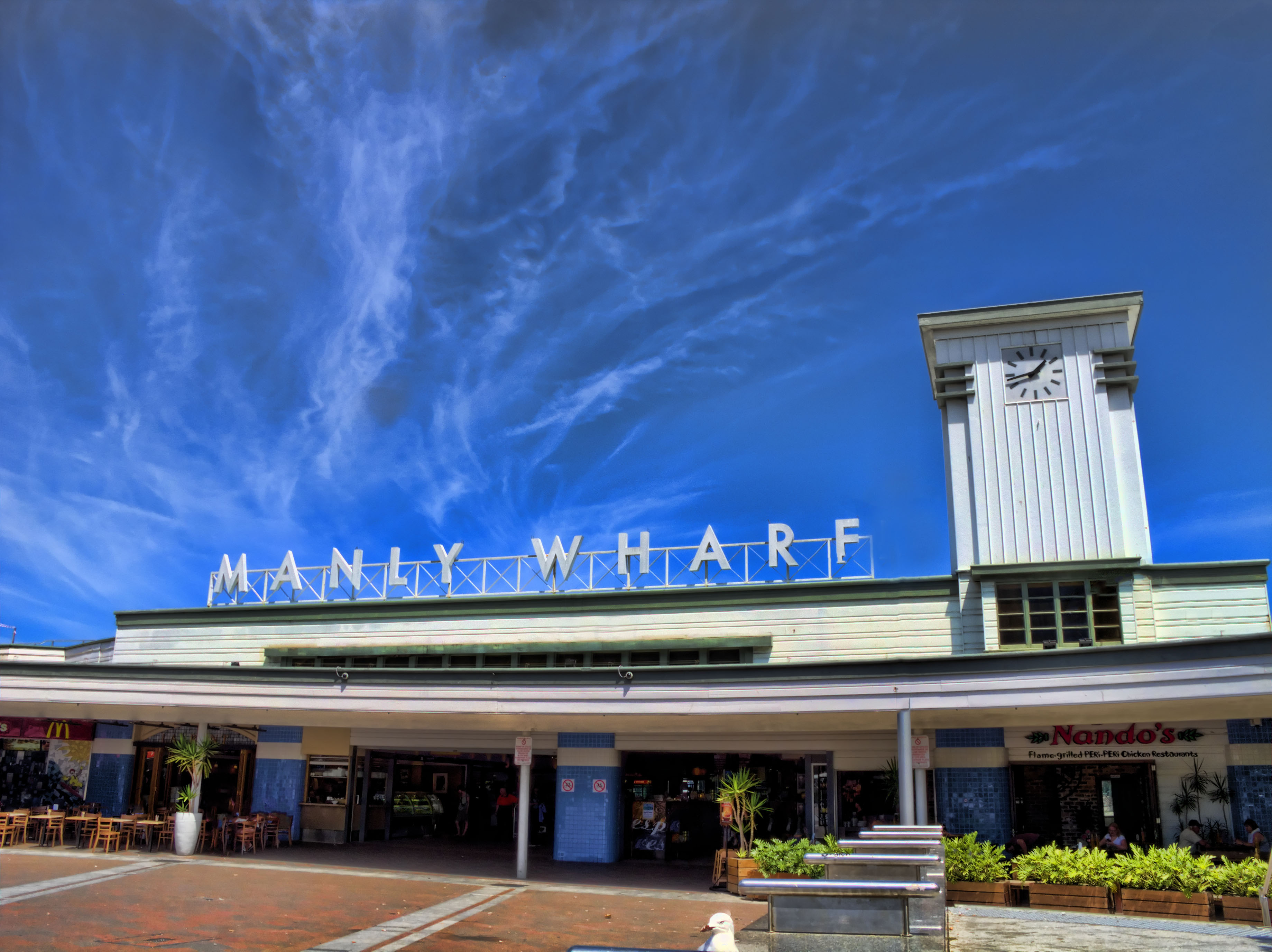
Причал Мэнли сегодня

Транспортные услуги в Мэнли включают паромное сообщение и автобусные линии до Сиднея и других его пригородов. Поездка на причалы Мэнли занимает 30 минут и позволяет полюбоваться живописным видом на гавань Сиднея, окружающие национальные парки и достопримечательности Сиднея, включая Харбор-Бридж и Оперный театр. Паромная служба однажды рекламировала Мэнли как «семь миль от Сиднея и тысячу миль от заботы».

## Образование
В Мэнли работает школа совместного обучения Manly Village Public School, средняя школа для мальчиков 7-12 лет — колледж Св. Павла (англ. St Pauls College). Ближайшая государственная средняя школа для детей 7-12 лет — Manly Selective Campus — расположена в соседнем пригороде Кёрл-Кёрл.
В Мэнли работает сиднейский Международный колледж управления (англ. International College of Management, Sydney, ICMS), специализирующийся на подготовке менеджеров для туризма, индустрии гостеприимства и мероприятий, управлении имуществом, спортивного бизнеса и маркетинга розничной торговли. Он связан с Университетом Маккуори, который привлекает иностранных студентов из многих стран.

## Достопримечательности
В бывшей католической семинарии Св. Патрика на Дарли-роуд сейчас находится сиднейский Международный колледж управления. Также поместье, в котором располагалась семинария, популярное место для проведения свадеб, в частности, здесь праздновали своё бракосочетание Николь Кидман и Кит Урбан. Здание семинарии, построенное в 1885 году, внесено в список объектов наследия Регистр национальной недвижимости Здание Семинарии Святого Патрика использовалось как особняк Джея Гэтсби во время съёмок фильма «Великий Гэтсби» в 2013 году.
На другой стороне Дарли-роуд находится Дом архиепископа (англ. Archbishop's House), также известный как Кардинальский дворец (англ. Cardinal's Palace), построенное в 1880-х годах. Первоначально оно было задумано как часть Семинарии Святого Патрика и является хорошим примером стиля викторианской неоготики. Оно также включено в Регистр национальной недвижимости.
Ещё одна заметная достопримечательность Мэнли — Пресвитерианская церковь на Раглан-стрит, спроектированное Джоном Салманом в романском стиле и построенное в 1892 году. Внесено в Регистр национальной недвижимости.

## Пляжи

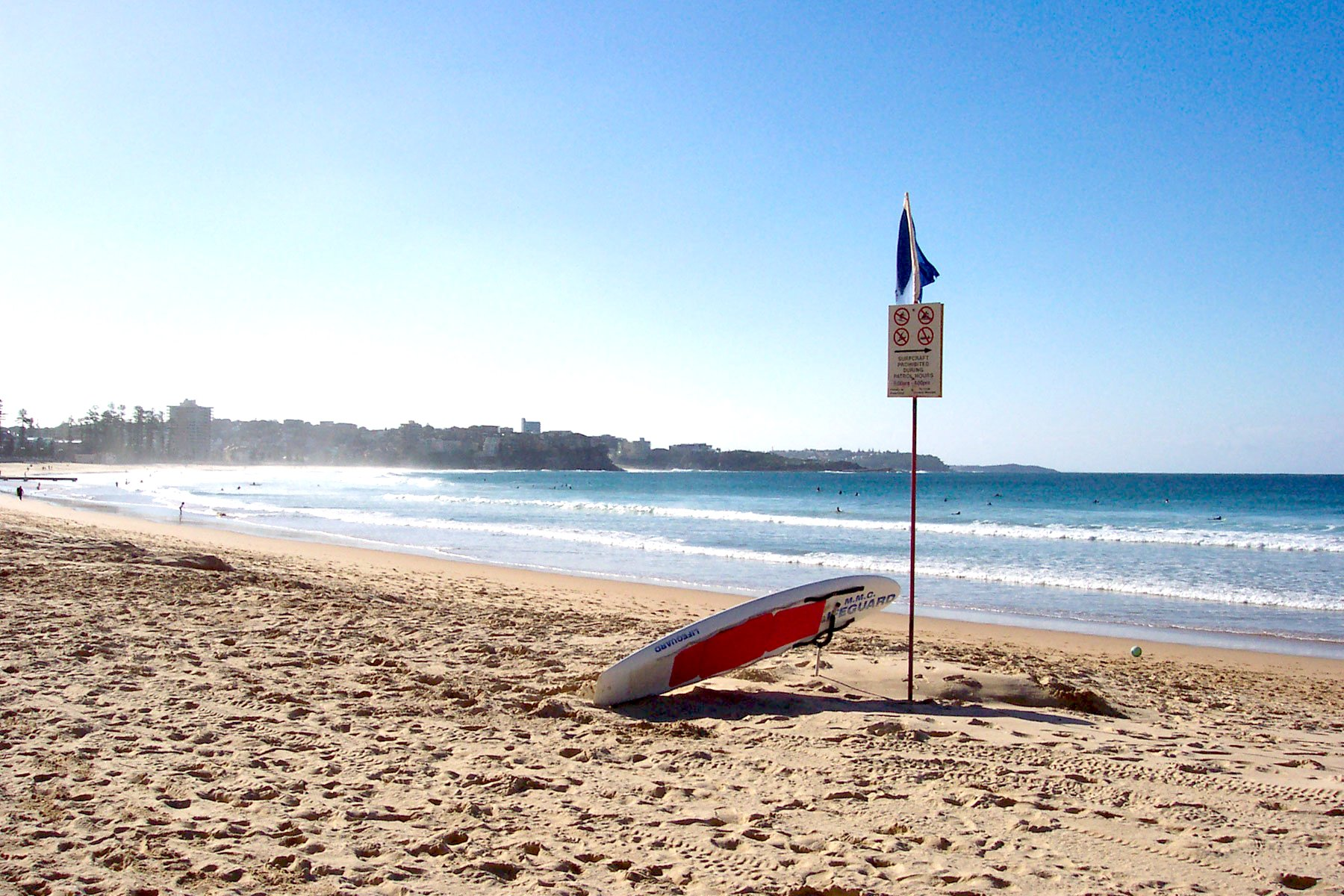
Мэнли-Бич

Мэнли наиболее примечателен своими пляжами, которые пользуются популярностью. Мэнли имеет длинный участок песка на берегу океана, который проходит от Куинсклифф через Северный Штейн до Южного Штейна. За ним следуют горные бассейны и песчаные пляжи под названием Фейри Боуэр Бич и Шелли-Бич. На стороне гавани полуострова также есть несколько пляжей. Сосновые деревья острова Норфолк считаются символами Мэнли и являются характерной чертой берегов океана и бухты.
10 марта 2012 года 4-километровый участок между Фрешуотер-Бич и Шелли-Бич был объявлен «Прибрежным заповедником Мэнли-Фрешуотер». Заповедник был открыт на церемонии в Мэнли-Бич чемпионом мира по серфингу Келли Слейтером в присутствии губернатора Нового Южного Уэльса Мэри Башир.

## Отдых

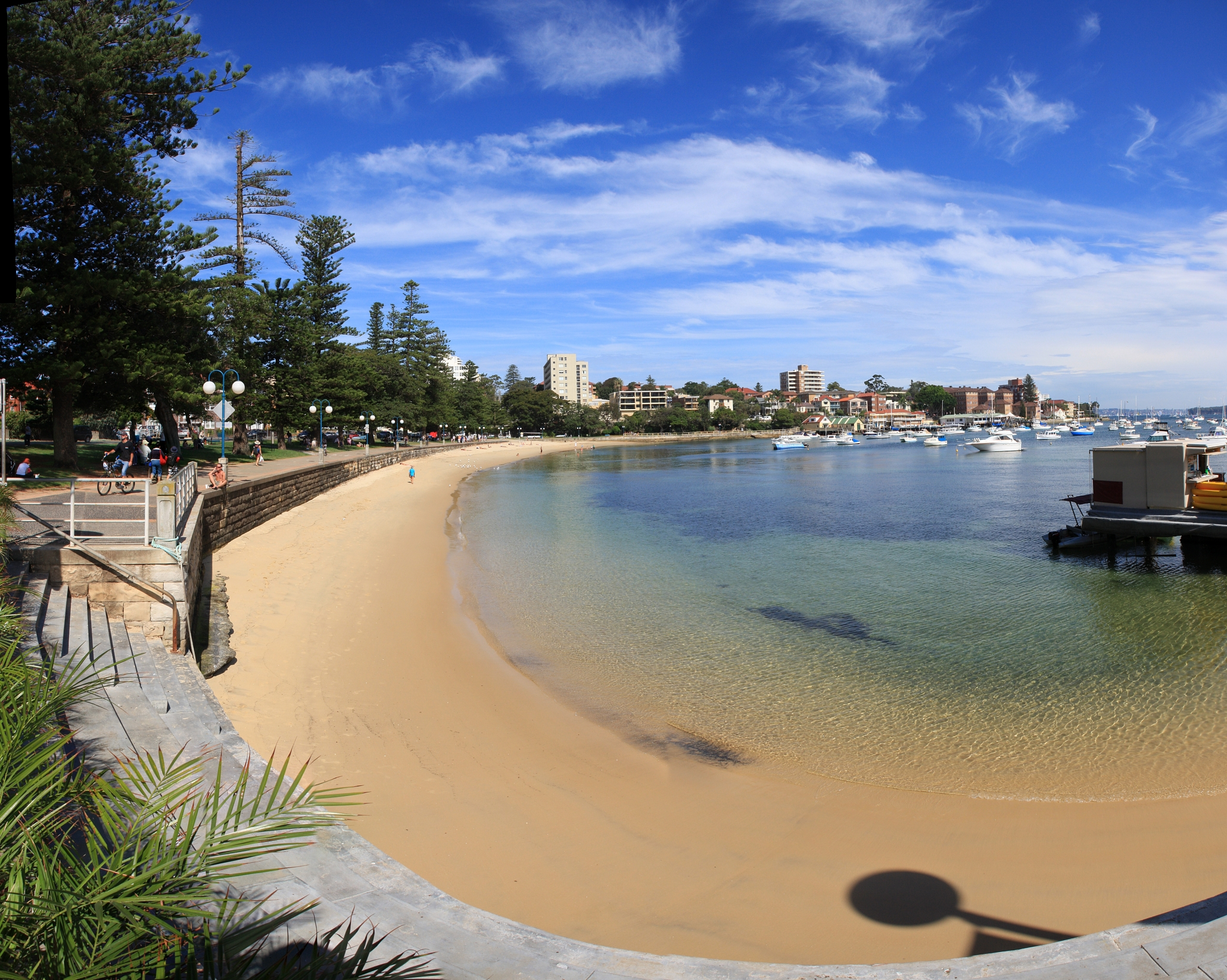
Спокойная вода в гавани Мэнли

Мэнли расположен на западной стороне залива Порт-Джэксон. Действуют пристань для паромов, зона для купания, аквариум Oceanworld Manly, парусные и яхт-клубы. В 300 метрах к востоку находятся Тихий океан и пляж Мэнли-Бич. Есть более 20 километров велосипедных дорожек, которые можно использовать для изучения этого района.
В Мэнли проводится ряд фестивалей, в том числе, Международный джазовый фестиваль, крупнейший в Австралии джазовый фестиваль на уровне общин, Музыкальный фестиваль северных пляжей, Фестиваль продуктов питания, вина и устойчивого развития, Фестиваль культуры и наследия аборигенов Гурингай, Bike Life Festival, фестиваль искусств.

## Спорт
Команда Национальной регбийной лиги (регби-лиг) «Мэнли-Уорринга Си Иглз», которые играют свои домашние игры на стадионе «Бруквейл Овал» (одноимённый пригород Сиднея), представляют весь район Северных пляжей и является самым известным спортивным клубом в этом районе. Команда 19 раз выходила в финал плей-офф, будучи единственным клубом лиги, который играл в Большом Финале каждое десятилетие начиная с 1950-х годов и единственный клуб, становившийся чемпионом хотя бы один раз за каждое десятилетие начиная с 1970-х годов.
Также Мэнли представляют команда по регби-15 Manly Rugby Union Football Club (Manly RUFC) и футбольный клуб «Мэнли Юнайтед» (англ. Manly United Football Club). «Крикетный клуб района Мэнли-Уорринга» (англ. Manly Warringah District Cricket Club) представляет Северные пляжи в Сиднейской крикетной лиге Manly RUFC и MWDCC играют на стадионе Manly Oval, а «Мэнли Юнайтед» выступают в Премьер-лиге Нового Южного Уэльса на арене Cromer Park.

## Культура
Именно в Мэнли и другом сиднейском пригороде Балмейне Баз Лурманн снимал свой фильм «Великий Гэтсби» (2013).
В Мэнли происходило действие «мыльной оперы» BBC «Как гром среди ясного неба».
О Мэнли написаны многочисленные научно-популярные книги. Он также фигурирует в художественной литературе. В 1987 году британский писатель Лесли Томсон опубликовал триллер о женщине-сценаристе «Seven Miles From Sydney», которую убили когда она бегала трусцой на Шелли-Бич. Роман пользовался популярностью в Великобритании и был хорошо принят в Австралии.
В Мэнли на Корсо снималось музыкальное видео для песни Let's Get Ridiculous американского рэпера Redfoo, в то время как он был судьей пятого сезона музыкального реалити-шоу The X Factor Australia.

## Известные жители
- Дэн Юинг[англ.] (род. в Мэнли в 1985) — актёр, наиболее известный ролью Хита Бракстона в сериале «Домой и в путь».
- Брюс Бивер[англ.] (1928, Мэнли — 2004) — поэт и писатель.
- Лайн Бичли[англ.] (род. в Мэнли в 1972) — 7-кратный чемпион мира по серфингу
- Харли Эдвард Стретен (род. в Мэнли в 1991) — австралийский музыкант-битмейкер, известный под сценическим именем Flume.
- Томас Кенилли (род. в 1935) — австралийский писатель и драматург, автор документальной прозы, наиболее известен благодаря роману «Ковчег Шиндлера», за который получил Букеровскую премию в 1982 году.
- Мэтью Нэйбл (род. в 1972) — австралийский актёр кино и телевидения, сценарист и бывший профессиональный игрок в регбилиг.
- Джон Пассмор (род. в Мэнли, 1914—2004) — австралийский философ и историк философии.
- Кайли Теннант[англ.] (род. в Мэнли, 1912—1988) — австралийский писатель-романист, драматург, критик, биограф и историк.
- Майкл Кингма[англ.] (род. в Мэнли в 1979) — австралийский профессиональный баскетболист, чемпион Австралазии по баскетболу.
- Артур Лонгмор[англ.] (род. в Мэнли, 1885—1970) — британский военно-морской лётчик, генерал-полковник, с 1940 по 1941 год был главнокомандующим Ближневосточным командованием[англ.] Королевских ВВС.
- Питер Синклер[англ.] (род. в Мэнли в 1934) — австралийский военно-морской деятель и политик, контр-адмирал, заместитель начальника штаба Королевского австралийского ВМФ, участник Корейской и Вьетнамской войн, губернатор Нового Южного Уэльса.
- Зали Стегалл (род. в Мэнли в 1974) — австралийская горнолыжница, бронзовый призёр Зимних Олимпийских Игр 1998 года в слаломе, чемпионка мира 1999 года в слаломе.